# Lauda Sion Salvatorem
Lauda Sion Salvatorem (Chwal, Syjonie, Zbawiciela) – łacińska sekwencja na mszę Uroczystości Bożego Ciała, spośród wielu sekwencji średniowiecznych, jest jedną z czterech, które weszły do Mszału św. Piusa V (mszy trydenckiej).
W Kościołach mariawickich odmawiana lub śpiewana jest podczas Mszy wotywnych o Przenajświętszym Sakramencie, odprawianych w każdy czwartek oraz w ciągu oktawy Bożego Ciała.

## Opis
W klasycznym rycie rzymskim (mszy trydenckiej) obowiązkowa i śpiewana także w czasie oktawy, w formie zwyczajnej (mszy posoborowej) jest nieobowiązkowa i przeznaczona tylko na samą Uroczystość. Poprzedza śpiew Alleluja. Autorem tej sekwencji (podobnie jak trzech innych hymnów śpiewanych tego dnia), skomponowanej na cześć Jezusa w Najświętszym Sakramencie, jak i całego oficjum o Bożym Ciele, którego jest ona częścią, jest Św. Tomasz z Akwinu, który miał ją napisać na polecenie papieża Urbana IV.

## Tekst
| Tekst łaciński | Tłumaczenie tradycyjne | Tłumaczenie współczesne |
| --- | --- | --- |
| 1. Lauda Sion Salvatorem, Lauda ducem et pastorem In hymnis et canticis. Quantum potes, tantum aude, Quia maior omni laude, Nec laudare sufficis. 2. Laudis thema specialis Panis vivus et vitalis Hodie proponitur. Quem in sacrae mensa coenae Turbae fratrum duodenae Datum non ambigitur. 3. Sit laus plena, sit sonora; Sit iucunda, sit decora Mentis iubilatio, Dies enim solemnis agitur In qua mensae prima recolitur Huius institutio. 4. In hac mensa novi Regis Novum Pascha novae legis Phase vetus terminat. Vetustatem novitas, Umbram fugat veritas, Noctem lux eliminat. 5. Quod in coena Christus gessit, Faciendum hoc expressit In sui memoriam Docti sacris institutis Panem, vinum in salutis Consecramus hostiam. 6. Dogma datur Christianis, Quod in carnem transit panis Et vinum in sanguinem. Quod non capis, quod non vides, Animosa firmat fides Praeter rerum ordinem. 7. Sub diversis speciebus, Signis tantum et non rebus, Latent res eximiae Caro cibus, sanguis potus, Manet tamen Christus totus Sub utraque specie. 8. A sumente non concisus, Non confractus, non divisus Integer accipitur. Sumit unus, sumunt mille, Quantum isti, tantum ille, Nec sumptus consumitur. 9. Sumunt boni, sumunt mali, Sorte tamen inaequali, Vitae vel interitus. Mors est malis, vita bonis, Vide paris sumptionis Quam sit dispar exitus. 10. Fracto demum sacramento, Ne vacilles, sed memento Tantum esse sub fragmento, Quantum toto tegitur. Nulla rei fit scissura, Signi tantum fit fractura, Qua nec status nec statura Signati minuitur. 11. Ecce panis Angelorum, Factus cibus viatorum, Vere panis filiorum, Non mittendus canibus! In figuris praesignatur, Cum Isaac immolatur, Agnus Paschae deputatur, Datur manna patribus. 12. Bone pastor, panis vere, Jesu, nostri miserere, Tu nos pasce, nos tuere, Tu nos bona fac videre In terra viventium. Tu qui cuncta scis et vales, Qui nos pascis hic mortales, Tuos ibi commensales, Cohaeredes et sodales Fac sanctorum civium. Amen. | 1. Chwal Syjonie Zbawiciela, Chwal hymnami wśród wesela Wodza i Pasterza rzesz! Ile zdołasz sław Go śmiało, Bo przewyższa wszystko chwałą, Co wyśpiewać pieśnią chcesz! 2. Chwały przedmiot nad podziwy, Chleb żyjących, pokarm żywy, Dzisiaj się przedkłada nam. Za wieczerzy świętym stołem Pan go łamiąc z braćmi społem, Iście dał Dwunastu sam. 3. Z pełnej piersi niech brzmią pienia, Wdzięcznym hołdem uwielbienia Sławmy gromko Króla chwał! Uroczysty dzień się święci, Co przekazać ma pamięci, Jak się stół ten prawem stał. 4. W uczcie tej nowego pana, Pascha nowym prawem dana Fazy dawne kończy już. Przeszłość stara – nowa era, Cień rozprasza prawda szczera, Pierzcha noc przed blaskiem zórz. 5. Co uczynił przy wieczerzy, Chrystus wskazał, że należy Spełniać dla pamięci nań. Pouczeni tą ustawą, Chleb i wino na bezkrwawą Odkupienia święcim dań. 6. Dogmat dan jest do wierzenia, Że się w Ciało chleb przemienia, Wino zaś w Najświętszą Krew. Gdzie zmysł darmo dojść się stara, Serca żywa krzepi wiara Porządkowi rzeczy wbrew. 7. Pod odmiennych szat figurą, W znakach różnych, nie naturą, Kryje się tajemnic dziw. Ciało strawą, Krew napojem, Cały jednak z Bóstwem swoim W obu znakach Chrystus żyw. 8. Przez biorących nie łamany, Nie pokruszon, bez odmiany, Cały jest w tej uczcie bran. Bierze jeden, tysiąc bierze, Ten, jak tamci, w równej mierze, Wzięty zaś nie ginie Pan. 9. Biorą dobrzy i grzesznicy, Lecz się losów przyjrz różnicy Życie tu, zagłada tam. Złym śmierć niesie, dobrym życie Patrz, jak w skutkach rozmaicie Czyn ujawnia się ten sam. 10. Kiedy łamie się osłona, Niech cię wiary głos przekona że to kryje okruszyna, Cząstka, co i całość wprzód. Rzecz się sama nie rozrywa Znaku łamią się ogniwa, Przez co stan i postać żywa Znaczonego nie zna szkód. 11. Oto chleb Aniołów błogi, Dan wędrowcom pośród drogi, Synów chleb prawdziwy mnogi, rzucać go nie można psom. Figur głoszą go osłony Izaak na stos wiedziony, Jagniąt Paschy krwawe zgony, Manna ojcom dana w dom. 12. Dusz pasterzu, prawy Chlebie, Dobry Jezu, prosim Ciebie, Ty nas paś i broń w potrzebie, Ty nam dobra okaż w niebie, Kędy jest żyjących raj. Moc Twa, Panie, wszystko zdoła Ty nas karmisz z Twego stoła, Tam gdzie uczta trwa wesoła, W gronie niebian nasze czoła Na Twe łono skłonić daj. Amen. | 1. Chwal, Syjonie, Zbawiciela, Chwal pieśniami wśród wesela Wodza i pasterza rzesz. Ile zdołasz, sław Go śmiało, Bo przewyższa wszystko chwałą, Co wyśpiewać pieśnią chcesz. 2. Chwały przedmiot nad podziwy, Chleb – żyjących pokarm żywy, Dzisiaj się objawia nam. Za wieczerzy świętym stołem Pan go, łamiąc z braćmi społem, Iście dał Dwunastu sam. 3. Niech brzmi sława w zgodnym dźwięku, Z serc radosnych, pełne wdzięku, Niech mu pieśni płyną chwał. Dzień obchodzim głośny sławą, W którym pierwszą Pan ustawą Rajski stół ten światu dał. 4. W uczcie tej nowego Pana, Pascha nowym prawem dana, «Fazy» dawne kończy już. Przeszłość starą – nowa era, Cień rozprasza prawda szczera, Pierzcha noc przed blaskiem zórz. 5. Co Pan czynił przy Wieczerzy, Wskazał, że i nam należy Spełniać ku pamięci nań. Pouczeni tą ustawą, Chleb i wino na bezkrwawą Święcim Odkupienia dań. 6. Dogmat dan jest do wierzenia, Że się w Ciało chleb przemienia, Wino zaś przechodzi w Krew. Gdzie zmysł próżno dojść się stara, Serca żywa wzmacnia wiara, Porządkowi rzeczy wbrew. 7. Pod odmiennych szat figurą, W znakach różnych, nie naturą, Kryje się tajemnic cud. Ciało – strawą, Krew – napojem, W obu znakach z Bóstwem swoim Cały Chrystus trwa, bez złud. 8. Przez biorących nie łamany, Nie pokruszon, bez odmiany, Cały jest w spożyciu bran. Bierze jeden, tysiąc bierze: Ten, jak tamci, w równej mierze, Wzięty zaś nie ginie Pan. 9. Biorą dobrzy i grzesznicy, Lecz się losów przyjrz różnicy: Życie tu – zagłada tam. Złym śmierć niesie, dobrym życie: Patrz, jak w skutkach rozmaicie Czyn ujawnia się ten sam. 10. Kiedy kruszą się znamiona, Nie wątp, lecz wierz z głębi łona, Że to kryje ukruszona Cząstka, co i całość wprzód. Rzecz się sama nie rozrywa, Znaków kruszą się ogniwa, Przez co stan i postać żywa Znaczonego nie zna szkód. 11. Oto chleb Aniołów błogi, Dan wędrowcom pośród drogi, Synów wraca w Ojca progi, Dawać Go nie można złym! Figur głoszą go osłony! Izaak na stos wiedziony, Jagniąt Paschy krwawe zgony, Manna ojcom dana im. 12. Dusz Pasterzu! Prawy Chlebie! Dobry Jezu, prosim Ciebie: Ty nas karm i broń w potrzebie, Ty nam dobra okaż w niebie, Kędy jest żyjących raj. Twa dłoń, Panie, wszystko zdoła, Ty nas karmisz z Twego stoła: Gdzie wciąż uczta trwa wesoła, W gronie niebian nasze czoła Na Twe łono skłonić daj! Amen. Alleluja. |